# Hesperochernes holsingeri
Hesperochernes holsingeri är en spindeldjursart som beskrevs av William B. Muchmore 1994. Hesperochernes holsingeri ingår i släktet Hesperochernes och familjen blindklokrypare. Inga underarter finns listade i Catalogue of Life.